# Dactylicapnos
Dactylicapnos es un género de alrededor de once especies perteneciente a la  subfamilia Fumarioideae antigua familia Fumariaceae.

## Especies
- Dactylicapnos aspleniifolia Wall. ex Steud.
- Dactylicapnos gaoligongshanensis Lidén
- Dactylicapnos grandifoliolata Merr.
- Dactylicapnos leiosperma Lidén
- Dactylicapnos lichiangensis (Fedde) Hand.-Mazz.
- Dactylicapnos macrocapnos Hutch.
- Dactylicapnos multiflora Hu
- Dactylicapnos roylei Hutch.
- Dactylicapnos scandens Hutch.
- Dactylicapnos thalictrifolia Wall.
- Dactylicapnos torulosa (Hook.f. & Thomson) Hutch.